# Astragalus tolucanus
Astragalus tolucanus är en ärtväxtart som beskrevs av Robinson och Henry Eliason Seaton. Astragalus tolucanus ingår i släktet vedlar, och familjen ärtväxter. Inga underarter finns listade i Catalogue of Life.